# Luis Molina Bedoya

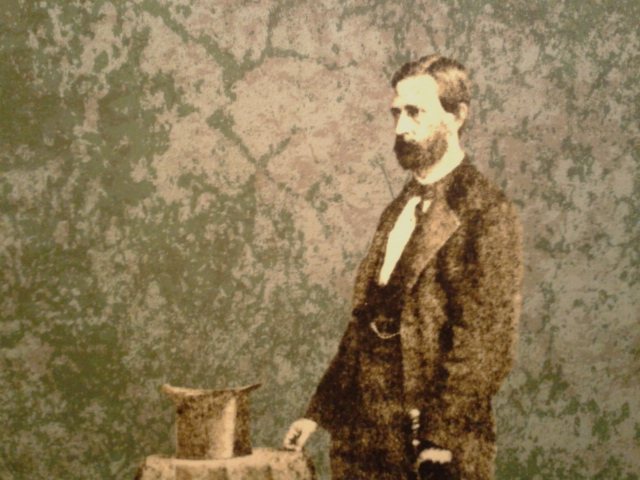
Luis Molina Bedoya, 1856

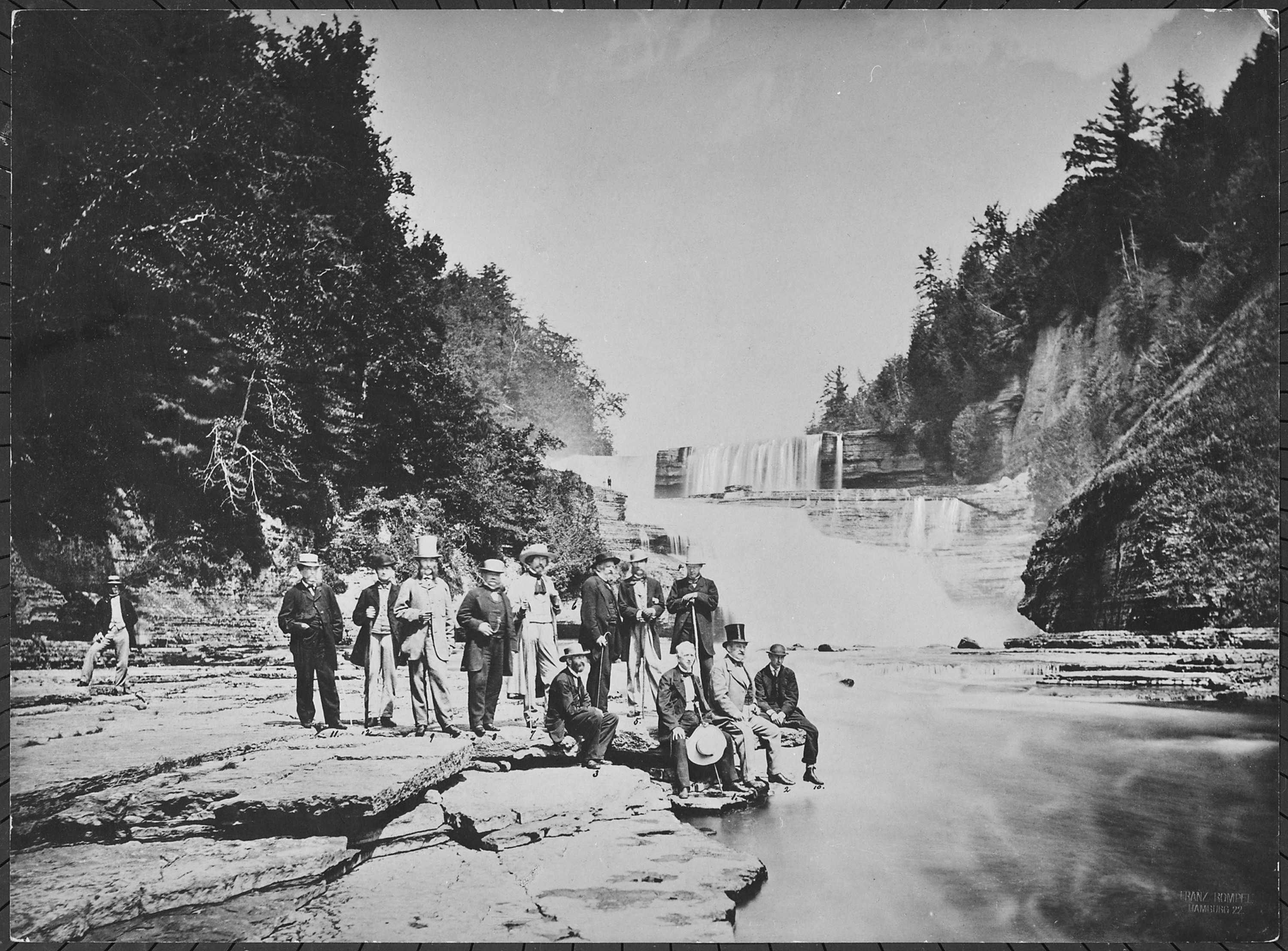
Collage: Hintergrund Wasserfall in Trenton, New York von links nach rechts: Unidentified; James Donaldson, messenger attached to the State Department; unidentified; Alexander Andrejewitsch Bodisko; Charles Edward Piper Swedish minister; Giuseppe Bertinatti (1811–1881), Italian Minister; Luis Molina Bedoya (sitzend); Rudolf Schleiden; Henri Mercier; William H. Seward, (sitzend); Richard Lyons, 1. Viscount Lyons; Eduard von Stoeckl (sitzend); und George Sheffield (1839–1892) British attache.

Luis Molina Bedoya (* 30. April 1819 in Guatemala-Stadt; † 22. April 1873 in Antigua Guatemala) war ein guatemaltekischer Außenminister und zentralamerikanischer Diplomat.

## Leben
Luis Molina Bedoya  war der Sohn von María Dolores Bedoya und Pedro José Antonio Molina Mazariegos.
Am 21. Februar 1837 wurde er Bachelor der Philosophie und am 13. August 1838 Bachelor of Laws er Universidad de San Carlos de Guatemala.
1844 erhielt er eine Zulassung als Rechtsanwalt.
Am 15. August 1848 war er für Chimaltenango (Guatemala) im in der verfassungsgebenden Versammlung von Guatemala.
Vom 20. September bis 21. Dezember 1848 war er Außenminister im Kabinett von Juan Antonio Martínez.
Als am 7. August 1949 José Rafael Carrera Turcios in Guatemala wieder an die Macht gelangte, migrierte Bedoya mit einigen Freunden nach Costa Rica.
Von 1855 bis 1866 war er außerordentlicher Gesandter und Ministre plénipotentiaire von Honduras und Costa Rica in Washington, D.C. Er informierte Juan Rafael Mora Porras von den Plänen von William Walker.
Von 1861 bis 1867 war er Gesandter der Regierung von Tomás Martínez Guerrero (León (Nicaragua)) in Washington, D.C.